# 105
105 (CV) var ett normalår som började en onsdag i den julianska kalendern.

## Händelser

### Okänt datum
- Den romerska bron över floden Tajo invid staden Alcántara börjar byggas.
- Trajanus inleder ett andra fälttåg mot Dakien.
- Legionerna XXX Ulpia Victrix och II Traiana Fortis skapas av Trajanus.
- Romarna erövrar al-Karak från nabatéerna.
- Patriarken Sedecion efterträder Plutarkos som patriark av Konstantinopel.
- Den kinesiska Handynastins yongyuan-era ersätts av yuanxing-eran.
- Kineserna förfinar Cai Luns papperstillverkning.
- Ett fredsfördrag undertecknas mellan de koreanska kungarikena Baekje och Silla, vilket avslutar det krig, som började 85.